# Philippine Air Force Football Club
Maillots
Le Philippine Air Force Football Club, est un club de football philippin basé à Taguig, dans la banlieue de Manille. C'est le club de la Philippine Air Force, les forces aériennes nationales.

## Histoire du club
Le club est l'un des clubs les plus titrés du championnat, qu'il a remporté à six reprises, entre 1983 et 2011. Représentant les forces aériennes du pays et en partenariat avec l'association de football des Batangas, il joue depuis la saison 2014 en deuxième division, après avoir terminé la saison 2013 à la dernière place du classement.  
Ses succès en championnat ont permis au club de participer à des compétitions continentales. Leurs premiers matchs ont lieu en 1986, lors de la Coupe d'Asie des clubs champions. Quatre ans plus tard, le club est de nouveau qualifié mais doit quitter dès le premier tour avec un bilan d'une victoire et trois défaites. En 1994, il se qualifie pour la Coupe des coupe, mais là encore, il est sèchement éliminé dès son entrée en lice par le tenant du titre, le club japonais des Yokohama F·Marinos.
Le club joue ses rencontres à domicile au McKinley Hill Stadium de Taguig, d'une capacité de 4 500 places.
Parmi les joueurs ayant porté les couleurs du club, on peut citer deux internationaux philippins : Emelio Caligdong, milieu offensif, au club entre 2004 et 2012 et Ian Araneta, qui a joué comme attaquant avec l'Air Force entre 2003 et 2015.

## Palmarès
- Championnat des Philippines (6) :
  - Champion en 1983, 1985, 1989, 1997, 2010 et 2011

- UFL Cup (2) :
  - Vainqueur en 2009 et 2011
  - Finaliste en 2010